# Diego Duarte Delgado
Diego Duarte Delgado (ur. 20 października 1970 w Bucaramanga) – kolumbijski strzelec specjalizujący się w skeecie, olimpijczyk z Aten i Pekinu.

## Życiorys
Kolumbijczyk zaczął uprawiać sport w 1983 roku. Jest praworęczny, mierzy z broni prawym okiem.

## Przebieg kariery
Debiut sportowca w zawodach rangi międzynarodowej miał miejsce w 1994 roku, zawodnik brał udział w zawodach Pucharu Świata w Hawanie oraz w mistrzostwach świata w Mediolanie. W 1997 odnotował najlepszy występ na mistrzostwach świata, na mistrzostwach świata w strzelaniu do rzutków w Limie uplasował się na 22. pozycji w tabeli końcowej, z dorobkiem 117 punktów.
W 2001 wywalczył brązowy medal mistrzostw Ameryki. W 2003 roku zanotował najlepszy w swej karierze występ w strzeleckich zawodach Pucharu Świata, wygrywając konkurs rozegrany w Lonato, poza tym w Santo Domingo zdobył brązowy medal igrzysk panamerykańskich. W 2004 wziął udział w letniej olimpiadzie w Atenach, na której uzyskał rezultat 120 punktów i z nim uplasował się na 15. pozycji.
Drugi i ostatni start zawodnika na letniej olimpiadzie miał miejsce w Pekinie. W swojej konkurencji Kolumbijczyk uzyskał rezultat 106 punktów i uplasował się na 38. pozycji w tabeli wyników. W 2013 jedyny raz w karierze wystąpił w konkursie trapu podwójnego rozgrywanym w ramach strzeleckich zawodów rangi międzynarodowej, w zawodach Pucharu Świata zajął 26. pozycję.
Zdobył pięć medali igrzysk Ameryki Środkowej i Karaibów – na igrzyskach w Ponce (1 srebrny), San Salvador (2 złote), Cartagena de Indias (1 srebrny) oraz Mayagüez (1 brązowy). 